# Paul Bourély
Pour les articles homonymes, voir Bourely.
Paul Bourély   est un lieutenant de vaisseau français, commandant du sous-marin Le Watt tué au combat. Son bâtiment ayant été attaqué par méprise par des escorteurs anglais et américains.

## Carrière
Il est né le 2 septembre 1883 à Béziers (Hérault). Il intègre l'École polytechnique en 1902 et opte pour la Marine.
Aspirant le 1er octobre 1904, il est promu Enseigne de vaisseau le 1er octobre 1906. Le 18 août 1910, il est Second d'un torpilleur armé de la Station des torpilleurs d'Oran. Au 1er janvier 1914 il est Second du sous-marin Frimaire, 2e escadrille de la 2e Escadre légère basée à Calais (Cdt Charles Henry).

### Première Guerre mondiale
Il est nommé lieutenant de vaisseau le 5 mars 1915.
Le 26 mars 1918, il est tué à son poste de combat ainsi qu'un Quartier-maître Canonnier au Nord de La Galite, le bâtiment étant attaqué par méprise par des escorteurs anglais et américains.